# Zdobycie twierdzy Izmaił
Zdobycie twierdzy Izmaił – działania zbrojne w trakcie oblężenia w roku 1790 podczas wojny rosyjsko-tureckiej (1787–1792) dokonywane przez wojska rosyjskie dowodzone przez generała głównodowodzącego (général en chef) Aleksandra Suworowa.
W listopadzie 1790 Rosjanie oblegli położoną nad Kilią, głównym ramieniem delty Dunaju, potężną turecką twierdzę Izmaił, której załoga liczyła 35 tysięcy ludzi i 265 dział. Siłami obrońców dowodził serasker Aydoslu Mehmed Paşa. Siły rosyjskie liczyły 31 tysięcy żołnierzy oraz 500 dział, a także 206 okrętów z flotylli rzecznej. Ataki wojsk rosyjskich dowodzonych przez Suworowa trwały do 22 grudnia. Nocą nastąpił decydujący szturm, który zakończył się powodzeniem.
Po zaciętych walkach o niemal każdy budynek twierdza padła. Straty tureckie wyniosły 26 tysięcy zabitych oraz 9 tysięcy jeńców. Po stronie rosyjskiej poległo 4 tysiące żołnierzy, a 6 tysięcy odniosło rany.
Liczbę ofiar rzezi ludności cywilnej po zdobyciu Izmaiła (w tym kobiet i dzieci) szacuje się na około 10 tysięcy. Odpowiedzialność za masakrę – jeden z pierwszych przypadków ludobójstwa w czasach nowożytnych, przypisuje się Aleksandrowi Suworowowi. Do podobnej celowej rzezi pod jego dowództwem doszło cztery lata później, podczas obrony warszawskiej Pragi w listopadzie 1794 w czasie insurekcji kościuszkowskiej.
W historiograficznej tradycji rosyjskiej zdobycie Izmaiła upamiętniono pieśnią Niech rozgrzmiewa pieśń zwycięstwa autorstwa polskiego kompozytora Józefa Kozłowskiego, która stanowiła nieoficjalny pierwszy hymn Imperium Rosyjskiego.
O wydarzeniu tym wspomniano również w Panu Tadeuszu Adama Mickiewicza opisuje je też poemat Don Juan George’a Byrona.